# قانون المملكة المتحدة للمساواة في العمل
قانون المملكة المتحدة للمساواة في العمل هو مجموعة من القوانين التي تسن تشريعات ضد الإجراءات القائمة على التحيز لمكان العمل. وكجزء لا يتجزأ من قانون العمل البريطاني، من غير القانوني التمييز ضد أي شخص لأن لديه واحداً من «الخصائص المحمية» وهي: العمر، الإعاقة، إعادة تعيين الهوية الجنسية، الزواج والشراكة المدنية، العرق،الدين أوالمعتقد، الجنس والتوجه الجنسي. والقانون الأساسي هو قانون المساواة لعام 2010 والذي يحظر التمييز في الحصول على التعليم والخدمات العامة والسلع والخدمات الخاصة أو المرافق بالإضافة إلى العمالة. ويتبع ذلك ثلاثة توجيهات رئيسية للأتحاد الأوروبي وهو متبوع بأفعال أخرى مثل قانون الحماية من المضايقات لعام 1997، وعلاوةً على ذلك فإن التمييز على أساس مركز العمل كعاملاً بدوام جزئي يعمل في وظائف محددة لمدة، وتُحظر عضوية عمال الوكالة أو النقابات بموجب مجموعة من الصكوك القانونية وقانون العلاقات النقابية والعمالية (موحد) لعام 1992، لمرة أخرى وفقاً للقانون الأوروبي. ويتم إعادة حل النزاعات في مكان العمل بالتشاور مع رب العمل أو النقابة أو بمشورة محام أو رابطة المحاميين أو مكتب مشورة المواطنين ويجوز تقديم مطالبة إلى محكمة التوظيف.
وقد أنشأ قانون المساواة لعام 2006 لجنة المساواة وحقوق الإنسان، وهي هيئه تهدف إلى التعزيز إنفاذ قوانين المساواة. ويعتبر التمييز غير قانوني عندما يقوم رب العمل بتعيين شخص وفقاً لشروط وأحكام العقد المفروضة، وفي اتخاذ قرار بفصل العامل أو أي نوع آخر من الضرر. «التمييز المباشر» الذي يعني معاملة شخص أقل مؤاتاة من شخص آخر يفتقر إلى الخصائص المحمية وهو دائماً غير مبرر وغير قانوني باستثناء العمر. رغم أنه من غيرالقانوني التمييز ضد شخص بسبب عمره؛ إلا إذا كان هناك مبرر عمل مشروع مقبول من قبل المحكمة. عندما يكون هناك (شرط مهني) يكون التمييز المباشر قانونياً بحيث يمكن لصاحب العمل على سبيل المثال رفض توظيف ممثل ذكر للقيام بدور أنثى في المسرحية حيث لا غنى عن الشرط.
كما أن «التمييز غير المباشر» غير قانوني، وهذا يحدث عندما يطبق رب العمل سياسة على مكان عمله تؤثر على الجميع بالتساوي. ولكن له تأثير متفاوت على نسبه أكبر من الناس في مجموعة أكثر من غيرها، ولا يوجد مبرر تجاري جيد لهذه الممارسة. تختلف الإعاقة عن الخصائص المحمية الأخرى في أن أصحاب العمل يقع عليهم واجب إيجابي لإجراء تعديلات معقولة على أماكن عملهم لتلبية احتياجات الموظفين المعوقين. وبالنسبة للعمر والمعتقد ونوع الجنس والعرق والحياة الجنسية لا يوجد بشكل عام التزام إيجابي لتعزيز المساواة، فالتميز الإيجابي مقيد عموماً بمبدأ وجوب اعتبار الجدارة أهم خاصية مميزة للشخص. في مجال المساواة في الأجر بين الرجل والمرأة تختلف القواعد في نطاق الخدمة المدنية المتخذة اساساً للمقارنة. وأي فصل بسبب التمييز يكون تلقائياً غير عادل ويخول الشخص الحق في المطالبة بموجب المادة 94 من قانون حقوق العمل لعام 1996 بغض النظر عن مدة عمله